# Spijkerbos
Het Spijkerbos of Elenebos is een natuurgebied in de Vlaamse Ardennen in Zuid-Oost-Vlaanderen (België). Het natuurgebied bevindt zich op het grondgebied van de gemeente Kluisbergen (deelgemeente Zulzeke) en een klein deel in Maarkedal (deelgemeente Nukerke). Het wordt beheerd door de Vlaamse overheidsdienst Agentschap voor Natuur en Bos. Het bos is erkend als Europees Natura 2000-gebied (Bossen van de Vlaamse Ardennen en andere Zuid-Vlaamse bossen) en maakt deel uit van het Vlaams Ecologisch Netwerk. Binnen de Europese natuurdoelstellingen wordt op termijn 350 hectare extra bos gecreëerd in de Vlaamse Ardennen; het Kluisbos wordt via Feelbos, Beiaardbos, Fonteinbos en Ingelbos, Hotond-Scherpenberg, Kuitholbos en het Spijkerbos verbonden met het Koppenbergbos.

## Landschap
Het Spijkerbos ligt in een typisch Vlaamse Ardennen-landschap met glooiende heuvels, diep ingesneden beekdalen, beboste heuveltoppen.

## Fauna
In het natuurgebied komen heel wat zoogdieren (zoals das en steenmarter), insecten en vogels voor.

## Flora
Net als op andere plaatsen in de Vlaamse Ardennen werd het Spijkerbos na de verwoestingen van WO I met bijna uitsluitend beuk heraangeplant. Door zijn ligging op een zuidhelling baadt het Spijkerbos, van in de voormiddag tot laat in de avond, in het warme zonlicht. Het vormt een uitgelezen plek voor de wilde kamperfoelie die graag veel licht heeft. Onderaan de helling langs de bronbeek vindt men ook nog zeldzame maar goed bewaarde, oude knothaagbeuken.

## Natuurbeleving
Het bos is toegankelijk via drie bewegwijzerde wandelpaden: het Hollewegenpad (3,3 km), het Spijkerbospad (3 km) en het Ulrich Libbrechtpad. Alle wandelingen starten aan de kerk van Zulzeke. Ook het wandelknooppuntennetwerk 'Getuigenheuvels Vlaamse Ardennen' en de Streek-GR Vlaamse Ardennen lopen door het bos.

## Afbeeldingen

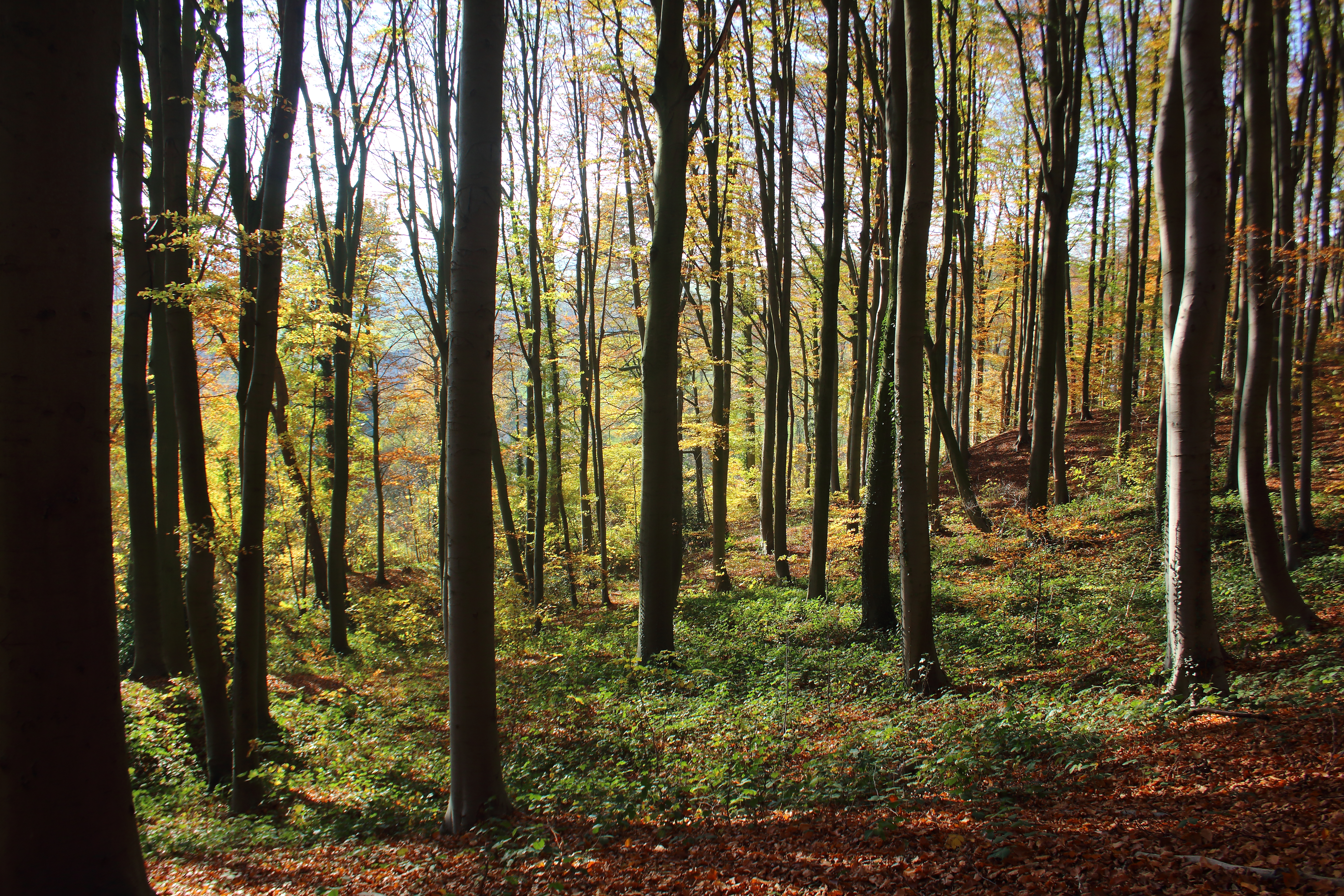
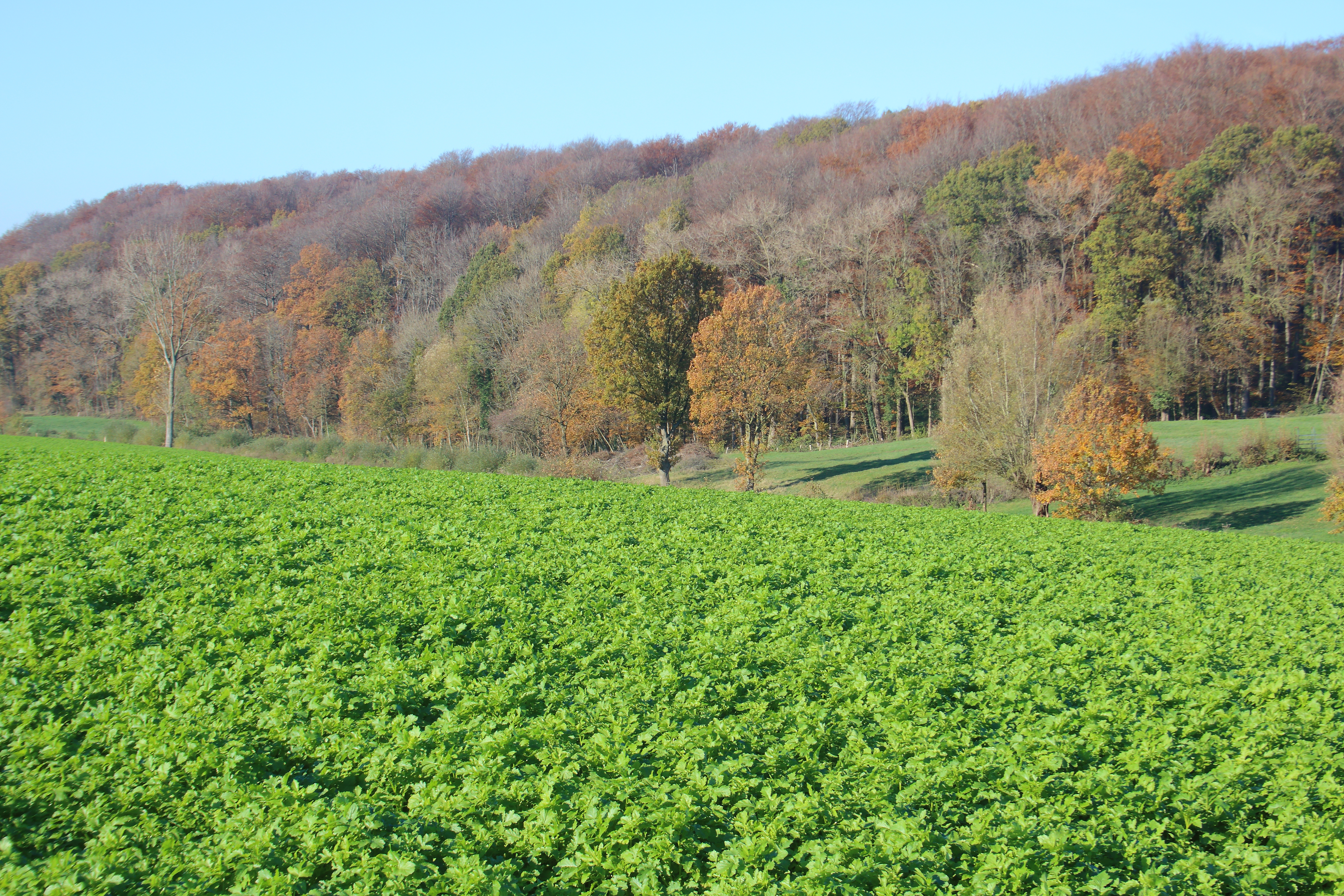
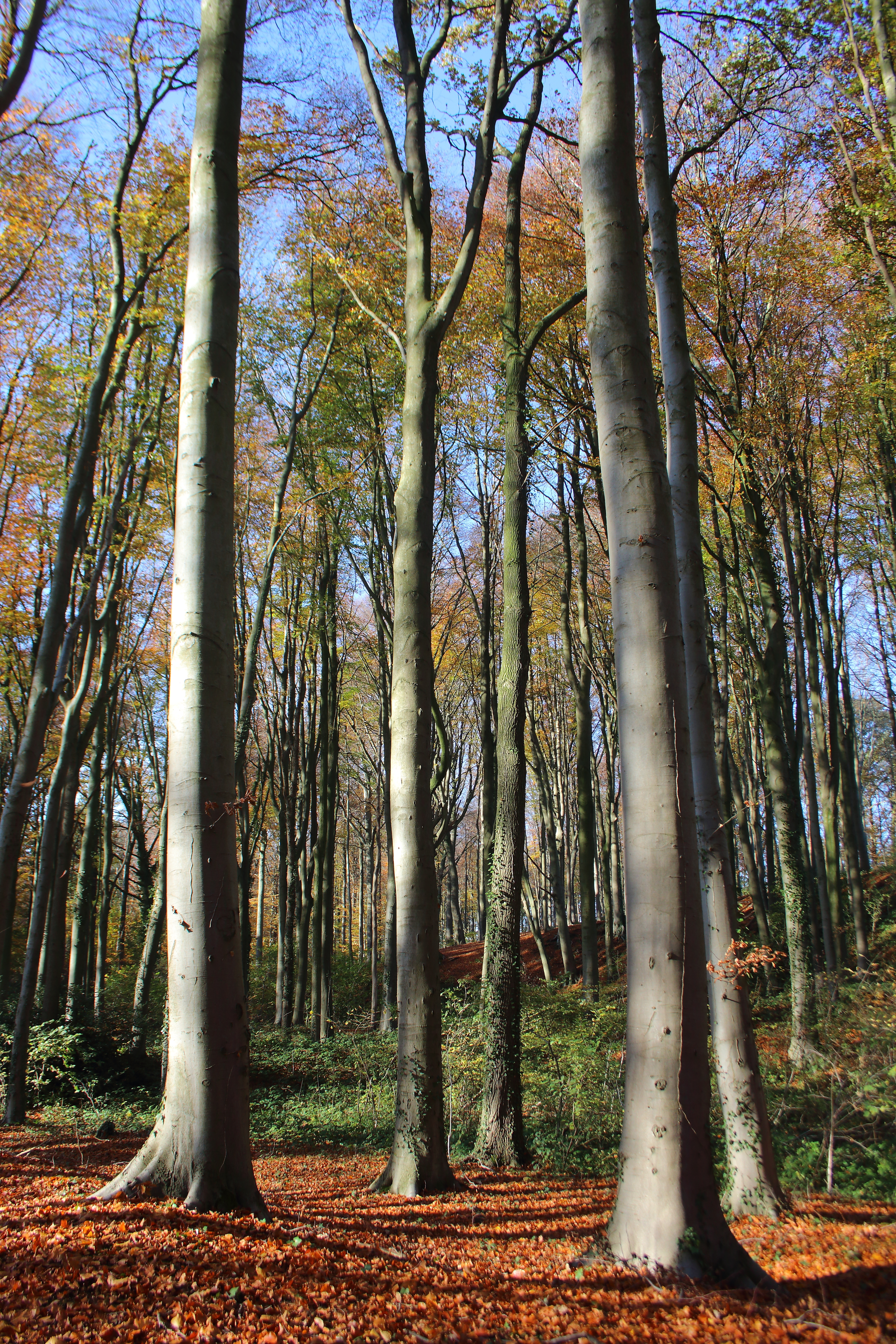
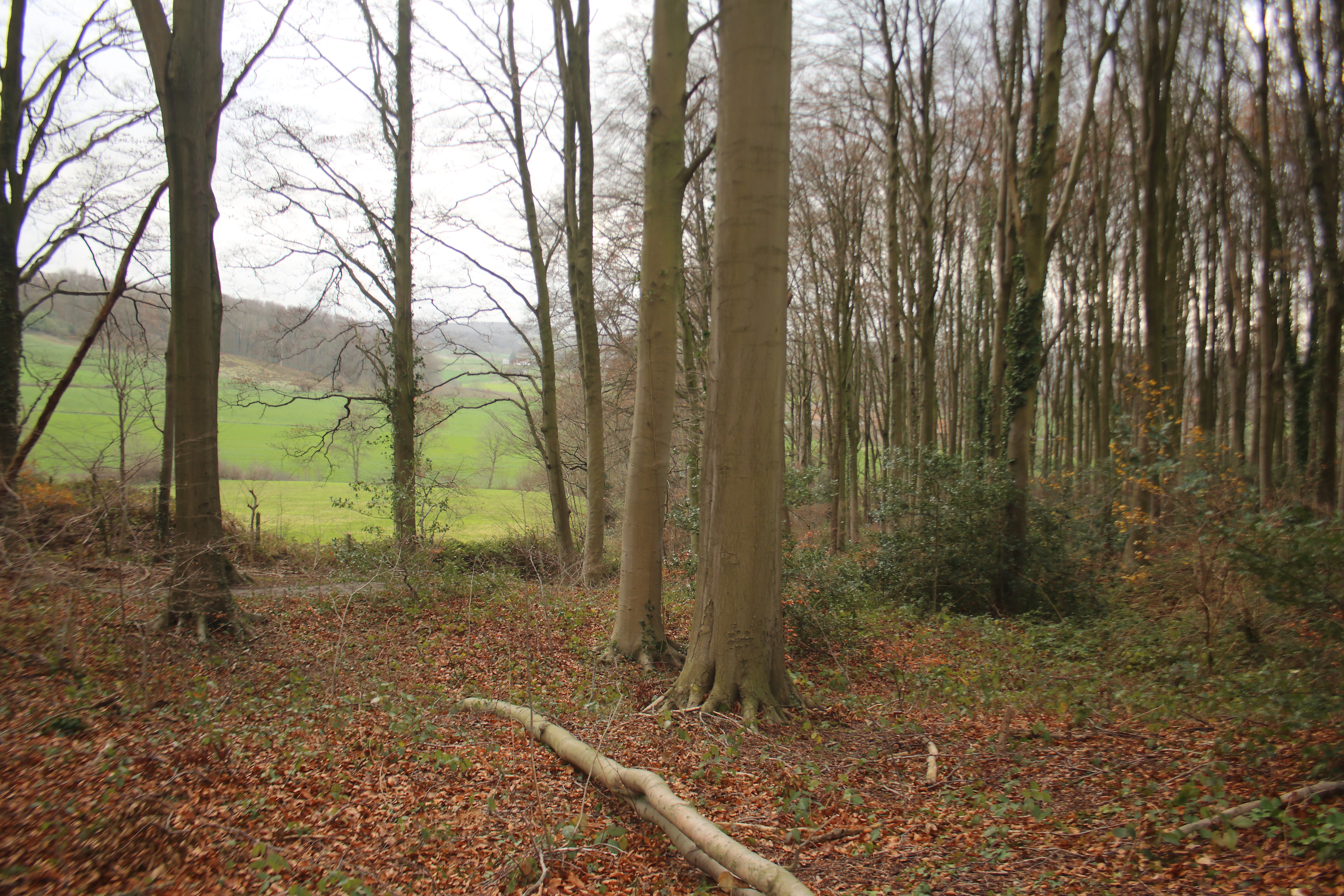